# گلدن ویک (ژاپن)

گلدن ویک، هفته طلایی (به ژاپنی: ゴールデンウィーク Gōruden Wīku, Gōruden Uīku) یک هفته از ۲۹ آوریل تا روز پنجم ماه مه است که چند روز تعطیلی عمومی در ژاپن را در بر می‌گیرد.

## مناسبت‌ها
- ۲۹ آوریل
  - روز تولد امپراتور (天長節 Tenchō Setsu؟), ۱۹۲۷–۱۹۴۸
  - روز تولد امپراتور (天皇誕生日 Tennō Tanjōbi؟), 1949-1988[۱]
  - روز فضای سبز (みどりの日 Midori no Hi؟), 1989-2006[۲]
  - روز شووا (昭和の日 Shōwa no Hi؟), ۲۰۰۷-اکنون[۲]
- ۳ مه
  - سالروز تدوین قانون اساسی (憲法記念日 Kenpō Kinenbi؟)هر ساله در روز سوم ماه مه به مناسبت اعلامیه قانون اساسی ژاپن جشن گرفته می‌شود.[۳]
- ۴ مه
  - تعطیلی شهروندان (ژاپن) (国民の休日 Kokumin no Kyūjitsu؟), ۱۹۸۵–۲۰۰۶
  - روز فضای سبز (みどりの日 Midori no Hi؟), ۲۰۰۷-اکنون[۲]
- ۵ مه
  - روز کودکان (ژاپن) (子供の日 Kodomo no Hi؟)، این روز همچنان به عنوان روز پسران نامیده می‌شود.
  - تانگو نو سکو (端午の節句؟).